# Idaea eburneata
Idaea eburneata är en fjärilsart som beskrevs av Hans Zerny 1927. Idaea eburneata ingår i släktet Idaea och familjen mätare. Inga underarter finns listade i Catalogue of Life.